# Amira Cruzat
Alma Gloria Vega, conocida artísticamente como Amira Cruzat es una  bailarina, actriz y ex-vedette mexicana.

## Biografía
Nació en Culiacán, Sinaloa, México, sin embargo, se crio en Ciudad Obregón, Sonora, donde su padre trabajaba en un rancho. Estudió mecanografía, pero el destino la llevó a convertirse en vedette. Debutó a principios de los 70 en la Ciudad de México. Durante varios años, fue estrella del centro nocturno conocido como "El 77", donde presentó un espectáculo conocido como El camerino de Amira Cruzat. De su espectáculo, era famoso un acto donde los caballeros asistentes extendían sus sacos de casimir en el piso para que ella los pisara. Debutó en cine en 1972 con un pequeño rol en la cinta Mecánica nacional, de Luis Alcoriza.
En teatro, alcanzó gran popularidad al protagonizar, en 1977, la obra teatral Lucrecia Borgia, dirigida por Alejandro Jodorowsky. Cruzat reemplazó a la actriz Kitty de Hoyos, y compitió de igual a igual con la también vedette Irma Serrano La Tigresa, que representaba de manera simultánea y en otro recinto la misma obra. También participó en los montajes Un par de piernas y Despedida de soltera. Con el declive de las vedettes y la vida nocturna en México a fines de los ochenta, Cruzat se incorporó a la televisión, donde participó en algunas telenovelas de la empresa Televisa. A fines de los noventa, la actriz dirigió el departamento de estadística de la Asociación Nacional de Actores de México.
En 1999 participó en el espectáculo teatral Las inolvidables de la noche, con las también vedettes Rossy Mendoza, Wanda Seux, Grace Renat y Malú Reyes.

## Filmografía

### Cine
- Mecánica nacional (1972)
- El compadre más padre (1976)
- La banda del carro rojo (1978)
- En pacto de hombres (1990)
- La sangre de los inocentes (1995)
- Venganza contra el reloj (1999)

### Televisión
- Variedades de media noche (1977)
- Agujetas de color de rosa (1994-1995)
- María Isabel (1997-1998)
- Laberintos de pasión (1999-2000)
- Tres mujeres (1999-2000)